# Nora Cecil
Nora Cecil (26 de septiembre de 1878-1 de mayo de 1951) fue una actriz anglo-estadounidense, quién tuvo una carrera de 30 años abarcando tanto la era del cine mudo y como la del cine sonoro.

## Carrera

### Teatro
Cecil empezó su carrera en el teatro, cuándo debutó en Londres a la edad de 19 años. Apareció en la producción de Broadway La Bella Durmiente y la Bestia, la cual estuvo en cartelera más de 240 representaciones en el Teatro de Broadway entre 1901–1902. (Un artículo periodístico de 1930 decía que Cecil "hizo su debut, hace tres décadas, en la etapa de Londres").

### Películas
Cecil apareció en más de 100 largometrajes y cortometrajes. En 1915, pasó del escenario al cine, siendo su primera aparición en un papel protagónico en La llegada de Perpetua, dirigida por Émile Chautard. A menudo interpretaba a "viudas de labios finos y rostro severo y suegras imponentes", y también "trabajadoras sociales, caseras, maestras de escuela y tías solteras".

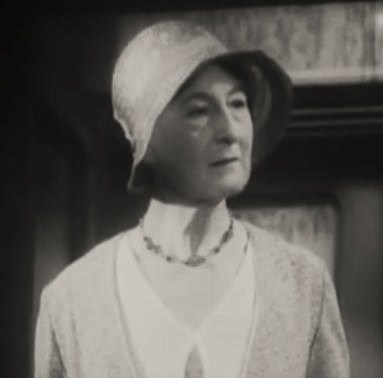
Cecil en Street Scene (1931)

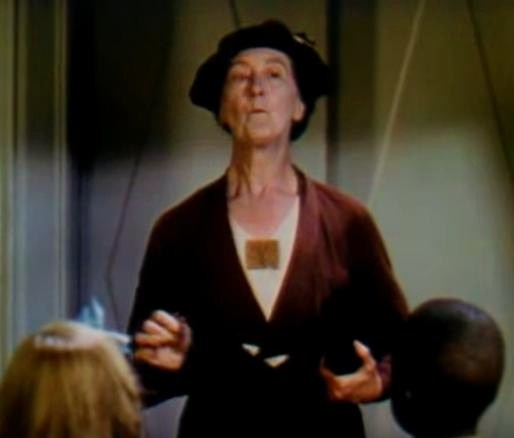
Cecil en Nothing Sacred (1937)

Uno de los papeles más significativos fue como vehículo de W.C. Fields en The Old Fashioned Way en 1934. Algunas de las otras películas notables en las que apareció Cecil incluyen el romance histórico de Ernst Lubitsch The Merry Widow, protagonizada por Maurice Chevalier y Jeanette MacDonald; la versión de 1939 de Las aventuras de Huckleberry Finn, protagonizada por Mickey Rooney; y el clásico de John Ford Stagecoach, con John Wayne.
Su última aparición en películas fue en un pequeño rol como Louisa Ames en Mourning Becomes Electra en 1947, protagonizada por Rosalind Russell.

## Vida personal y muerte
Su hija Dorothy también fue actriz. Nora Cecil murió el 1 de mayo de 1951, en Los Ángeles, California, a la edad de 72 años.

## Filmografía
De acuerdo a la base de datos del AFI:
- The Arrival of Perpetua (1915)
- Alias Jimmy Valentine (1915)
- The Wild Girl (1917, como Norah Cecile)
- Royal Romance (1917)
- The Little Duchess (1917)
- American Buds (1918)
- By Hook or Crook (1918)
- The Love Net (1918)
- The Zero Hour (1918)
- The Appearance of Evil (1918)
- The Power and the Glory (1918)
- Prunella (1918)
- Miss Crusoe (1919)
- Woman, Woman! (1919)
- Red Foam (1920)
- The Daughter Pays (1920)
- Footfalls (1921, sin acreditar)
- Manslaughter (1922)
- Darwin Was Right (1924)
- The Deadwood Coach (1924)
- Lightnin' (1925, sin acreditar)
- His Majesty, Bunker Bean (1925)
- Born to Battle (1926, sin acreditar)
- Chip of the Flying U (1926)
- Midnight Faces (1926)
- The Passionate Quest (1926)
- The Demi-Bride (1927)
- The Devil Dancer (1927)
- The Fortune Hunter (1927)
- Sensation Seekers (1927)
- Born to Battle (1927)
- The Silent Rider (1927)
- A Trick of Hearts (1928)
- The Big City (1928)
- The Cavalier (1928)
- The Baby Cyclone (1928)
- Driftwood (1928)
- Seven Footprints to Satan (1929)
- The Little Accident (1930)
- Only Saps Work (1930)
- Outward Bound (1930)
- Seven Days Leave (1930)
- Street Scene (1931)
- Caught Plastered (1931)
- The Ruling Voice (1931)
- Stepping Sisters (1932)
- Doctor Bull (1933)
- The Bitter Tea of General Yen (1933)
- Peg O' My Heart (1933)
- Design for Living (1933)
- Laughing Boy (1934)
- The Old Fashioned Way (1934)
- You're Telling Me! (1934)
- Upperworld (1934)
- 6 Day Bike Rider (1934)
- Glamour (1934)
- Chained (1934)
- The Merry Widow (1934)
- Pursued (1934)
- Search for Beauty (1934)
- Once to Every Woman (1934)
- Gold Diggers of 1935 (1935)
- Collegiate (1935)
- Car 99 (1935)
- Way Down East (1935)
- Vagabond Lady (1935)
- Woman Wanted (1935)
- Grand Exit (1935)
- Dancing Pirate (1936)
- Poppy (1936)
- Fury (1936)
- Career Woman (1936)
- College Holiday (1936)
- Girl of the Ozarks (1936)
- Little Miss Nobody (1936)
- Laughing at Trouble (1936)
- We Went to College (1936)
- Nothing Sacred (1937)
- Champagne Waltz (1937)
- The Mighty Treve (1937)
- Easy Living (1937)
- Night of Mystery (1937)
- Blossoms on Broadway (1937)
- Borrowing Trouble (1937)
- She Asked for It (1937)
- Partners in Crime (1937)
- King of Alcatraz (1938)
- Mr. Boggs Steps Out (1938)
- International Settlement (1938)
- No Time to Marry (1938)
- The Adventures of Huckleberry Finn (1939)
- Stagecoach (1939) como Boone's Landlady (sin acreditar)
- The Story of Alexander Graham Bell (1939)
- Union Pacific (1939)
- Saint Louis Blues (1939)
- What a Life (1939)
- Anne of Windy Poplars (1940)
- Lucky Partners (1940)
- Those Were the Days! (1940)
- The Captain Is a Lady (1940)
- Young People (1940)
- Queen of the Mob (1940)
- A Girl, a Guy and a Gob (1941)
- It Started with Eve (1941)
- Three Girls About Town (1941)
- Unexpected Uncle (1941)
- Little Men (1941)
- Apache Trail (1942)
- Call Out the Marines (1942)
- Daring Young Man (1942)
- I Married a Witch (1942) como Harriet Wooley
- Jail House Blues (1942)
- Obliging Young Lady (1942)
- Tish (1942)
- The Wife Takes a Flyer (1942)
- The Unknown Guest (1943)
- The Miracle of Morgan's Creek (1944)
- Together Again (1944)
- The Thin Man Goes Home (1945)
- Lady on a Train (1945)
- Molly and Me (1945)
- Johnny Comes Flying Home (1946)
- The Kid from Brooklyn (1946)
- The Missing Lady (1946)
- No Leave, No Love (1946)
- Two Sisters from Boston (1946)
- Hollywood Bound (1946)
- Mourning Becomes Electra (1947)
- The Sea of Grass (1947)